# 番兵
番兵（ばんぺい、英: sentinel）は基地、野営地の出入りを警備する任務に就く兵士を指す。歩哨とも言う。
転じてプログラミング用語としては、データの終了を示すために配置される特殊なデータを指す。番人（ばんにん）とも言う。以下ではこの意味について示す。
実際にはこの用語は、微妙に異なる以下の2つの意味で使われる。
- 実データには出現しない、データの終了を表すための専用の値
- 入力データを処理するループの終了条件が複数ある場合に、条件判定の数を削減するために置くダミーのデータ

## 終了を表すための専用の値
主に可変長データの終了を識別するために、終了を示す記号として予約された値。
番兵の具体例としては、LISPで無効値を示すNILや、C言語の文字列終端を示すヌル文字（\0）などがある。また、ポインタを扱う言語ではヌルポインタが定義されており、線形リストや木構造などの終端を示すために使われる。

番兵を含むデータを処理するプログラムは、通常はループで入力データを処理しており、新たなデータを取得するとまず番兵か否かを判定する条件分岐を実行する。以下に、C言語における文字列比較関数 strcmp の実装例を示す。
```
int
 
strcmp
(
const
 
char
 
s
[],
 
const
 
char
 
t
[])

{

    
int
 
i
 
=
 
0
;

    
while
 
(
s
[
i
]
 
!=
 
'\0'
 
&&
 
t
[
i
]
 
!=
 
'\0'
)
 
{

        
/* どちらかの文字列に番兵が現れたら終了 */

        
if
 
(
s
[
i
]
 
!=
 
t
[
i
])
 
{

            
break
;
        
/* 不一致箇所を検出したら終了 */

        
}
 
else
 
{

            
i
++
;
          
/* 一致している場合は次の文字へ */

        
}

    
}

    
return
 
s
[
i
]
 
-
 
t
[
i
];

}

```

実データに出現する値だと、実データなのか終了なのか判断できないため、実データとしては出現しない値を使う必要がある。C言語の getchar 関数では、入力データとして char 型のすべての値が出現する可能性があるため、char 型の範囲では番兵のための値を確保することができない。そのため getchar 関数の返値の型は、より広い範囲の値を扱える int 型になっており、入力データを unsigned char 型の範囲の値として扱い、unsigned char 型としては出現しない値を番兵EOFとして使用している（-1を使う処理系が多い）。
コンピュータで可変長データを表現する方法は、末尾に番兵を置く方法と、長さを別途与える方法の2種類に大別できる。

## 条件判定の数を削減するために置くダミーのデータ
ループの終了条件が複数ある場合に、条件判定の数を削減するために置くダミーのデータ。この意味での番兵を使った最適化技法を番兵法（-ほう）と呼ぶ。
まず、1の語義に近い例を見る。
以下のC言語プログラムは、整数 entry と要素数 len の配列 a が与えられたときに、a[i] <= entry < a[i+1] となる添字 i を求める。ただし a[len-1] <= entry のときは、a[len] は存在しないが、len-1 を返す。また entry < a[0] のときは -1 を返す。
```
int
 
selectEdge
(
int
 
entry
,
 
int
 
a
[],
 
size_t
 
len
)

{

    
int
 
i
;

    
for
 
(
i
 
=
 
len
 
-
 
1
;
 
i
 
>=
 
0
;
 
i
--
)
 
{

        
if
 
(
a
[
i
]
 
<=
 
entry
)

            
break
;

    
}

    
return
 
i
;

}

```

このプログラムには、ループ終了判定として i >= 0 と a[i] <= entry の2つの条件が現れる。しかし、a[0] にダミーのデータとして、常に a[0] < entry を満たす値を入れておけば、以下のように単一の終了条件に書き直すこともできる。
```
int
 
selectEdge
(
int
 
entry
,
 
int
 
a
[],
 
size_t
 
len
)

{

    
int
 
i
;

    
for
 
(
i
 
=
 
len
 
-
 
1
;
 
;
 
i
--
)
 
{

        
if
 
(
a
[
i
]
 
<=
 
entry
)

            
break
;

    
}

    
return
 
i
;

}

```

番兵法はループ中の条件判断を削減できるため、実行時間の削減が非常に重要な場合によく検討される。1 回の条件判断にかかる時間は短くても、ループで繰り返す場合には大きな差となる場合がある。しかしソース上で終了条件がわかりにくくなる可能性も高く、現代の高速化したコンピュータにおいては必ずしも歓迎される技法ではない。採用にあたっては、その利点・欠点を十分に考慮する必要がある。